# Vratislav (syn Přemysla Otakara I.)
Vratislav (před 1181 – po 1225) byl nejstarší syn českého knížete a krále Přemysla Otakara I. a jeho první manželky Adléty Míšeňské.

## Život
Datum narození Přemyslova prvorozence není úplně jasné. Svatba Vratislavových rodičů proběhla patrně v roce 1180.
Přemysl  sice v roce 1192 nastoupil na český knížecí stolec, ale jen na krátko, protože už po roce byl sesazen zradou šlechty. Poté se účastnil bojů v Říši, jeho cílem bylo získat dostatečnou podporu pro návrat na český trůn. V roce 1197 se Přemyslovi znovu podařilo nastoupit na český trůn. Manželku s dětmi však již za sebou do Čech nepustil a zavrhl i již dospělého Vratislava, ačkoli Přemyslovi bylo té době už minimálně čtyřicet let a svým činem riskoval, že přijde o dědice. Vratislav byl totiž nejen Přemyslovým nejstarším dítětem, ale tehdy také jeho jediným synem. Přemysl  dokonce svého prvního syna z druhého manželství, který se narodil v roce 1200, pojmenoval stejně jako toho prvorozeného – Vratislav.
Adléta Míšeňská se sice svých práv a také nástupnických práv svého syna dovolávala i u papeže, jediným výsledkem jejího krátkého návratu na Pražský hrad kolem let 1204–1205 bylo manželství dcery Markéty s dánským králem Valdemarem II. Odvolací proces se pak táhl až do Adlétiny smrti v roce 1211.
Roku 1212 udělil Ota IV. Brunšvický na naléhání Dětřicha Míšeňského Vratislavovi Čechy v léno.
| „                  | ... rozhodnutím knížat odňal království české králi Otakarovi a v přítomnosti županů a mnohých šlechticů země vyznamenal šesti praporci jeho syna... | “ |
| — Kolínská kronika | |   |

Šlo o součást tehdejšího boje o římský trůn a snaha o získání spojence míšeňského markraběte Dětřicha v tomto boji. Jednalo se však pouze o demonstrativní akt a Vratislav neměl reálné šance na zisk české koruny. V roce 1216 zajistil český král nástupnictví svému druhému synovi s Konstancií Uherskou, Václavovi.
Poslední zmínka o Vratislavovi je z roku 1225, kdy se objevuje jako svědek na listině Ludvíka IV. Durynského ve Weissensee. Jeho další osudy ani datum a místo úmrtí a pohřbu nejsou známy.

#### Prameny
- Friedrich, G. – Kristen, Z.: Codex diplomaticus et epistolaris Regni Bohemiae. Tomi 3, fasc. 2. inde a mense iunio A. 1238 usque ad exeuntem A. 1240, Praha 1942.
- Genealogia Wettinensis, edd. Ehrenfeuchter, E., MGH SS, Tomus 23, Stuttgart - New York 1964, s. 226-230.